# Troostite

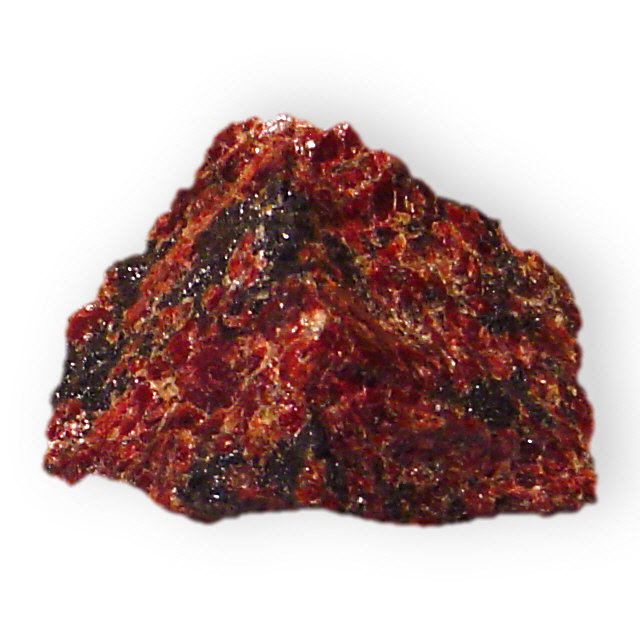

La troostite (nome derivante dal chimico L. J. Troost) è un costituente strutturale, caratterizzato da una matrice di ferrite con aghi sottili in cementite, presente nell'acciaio temprato tramite raffreddamento dell'austenite a velocità superiori a quelle di formazione di perlite. Può per questo essere considerato un tipo di perlite molto fine.